# Schützenbruderschaft St. Fabian und Sebastian 1653 Selm
Die Schützenbruderschaft St. Fabian und Sebastian 1653 Selm e. V. wurde als Bürgerschützenverein der Stadt Selm nach dem Zweiten Weltkrieg neu gegründet. Auf der alten Königskette findet man den Hinweis auf das erste Schützenfest im Jahr 1653. 2003 konnte somit das 350-jährige Jubiläum gefeiert werden.
Die Namensgebung mit den beiden Heiligen Fabian und Sebastian führt auf die Ortspatrone der Stadt Selm zurück, auf deren Patrozinium die damalige Pfarrkirche St. Fabian und Sebastian, heutige Friedenskirche (Selm), unterstellt war. 
Alle drei Jahre findet im Wechsel mit den beiden anderen Selmer Schützenvereinen, der Bürgerschützengilde Selm-Beifang 1735 e. V. und dem Schützenverein Ondrup-Westerfelde 1888 e. V., ein großes Schützenfest auf der eigenen Festwiese statt. Das letzte fand im August 2013, das nächste somit im Jahr 2016 statt. Zur Vorbereitung eines jeden Schützenfestes findet einige Wochen vorher ein Ausmarsch zu einem Bauernhof mit Gipsvogelschießen statt. 

## Beziehung zur alten Dorfkirche St. Fabian und Sebastian, heutige Friedenskirche
Die Festschrift zum 350-jährigen Jubiläum im Jahr 2003 berichtet uns über die Beziehung der Schützenbruderschaft St. Fabian und Sebastian 1653 Selm e. V. zur ehemaligen Dorfkirche St. Fabian und Sebastian, der heutigen Friedenskirche:
"Als Emil Müller 1959 als Pfarrer nach Selm kam, sorgte er dafür, dass die alte Dorfkirche, die über 50 Jahre leer stand, nun als „Friedenskirche“ eine neue Aufgabe bekommen sollte. 
Die engen Beziehungen der Selmer Schützenbruderschaft St. Fabian und Sebastian zur alten Kirche haben ihren Grund darin, dass sie die gleichen Schutzpatrone verehren. Dies bewirkte, dass von Seiten der Schützenbruderschaft die Förderung aller Arbeiten zur Wiederherstellung der alten Kirche als Selbstverständlichkeit empfunden wurde. Dass es nicht nur bei guten Worten und Wünschen blieb, dafür sind auch den kommenden Generationen der Altar, das Altarkreuz und das Grab des unbekannten Soldaten in der Friedenskirche beständige Zeichen. Sie wurden von der Schützenbruderschaft St. Fabian und Sebastian gestiftet. Denkwürdig und unvergesslich für die Gemeinde St. Ludger und die Schützenbruderschaft St. Fabian und Sebastian war jene Abendstunde des 14. Februar 1965, in der der Sarg des Unbekannten Soldaten, von Offizieren der Bruderschaft getragen, in die Kirchen gebracht wurde.
Bis heute stellt die Friedenskirche für die Schützenbruderschaft einen wichtigen Bezugspunkt dar. Dieser wird nicht zuletzt dadurch unterstrichen, dass jährlich ein ansehnlicher Betrag für den Erhalt der Friedenskirche von der Schützenbruderschaft gespendet wird. Jährlich findet sich die Schützenbruderschaft am Fest der Patrone Fabian und Sebastian zur Gedenkmesse für die verstorbenen Schützenbrüder und ihre Familien in der Friedenskirche ein. Auch die Geselligkeit kommt am Patronatsfest nicht zu kurz. Aus alter Tradition findet nach dem Kirchgang der Kirmesgang statt."

## Der traditionelle Ablauf des Schützenfestes
Zwei Wochen vor dem Schützenfest:
- traditioneller Damennachmittag

Samstag: 
- 15:30 Uhr Antreten am Feuerwehrhaus zum Festumzug zu Ehren des alten Königs
- 17:00 Uhr Festmesse in der Ludgerikirche
- anschließend Großer Zapfenstreich vor der Kirche
- 18:00 Uhr Abmarsch zu Parade und Fahnenschlag am Feuerwehrhaus
- 20:30 Uhr Festball im Zelt

Sonntag: 
- 08:00 Uhr Aufziehen der Wachen an drei Gaststätten der Selmer Altstadt
- 11:00 Uhr Antreten zum Marsch zur Vogelwiese am Festzelt
- 12:00 Uhr Beginn des Vogelschießens
- nach dem Königsschuss Proklamation des neuen Königs mit Königin und Hofstaat
- anschließend Festumzug zu Ehren des neuen Königs
- gemütlicher Ausklang am Festzelt

Montag:  
- 09:00 Uhr Festmesse zu Ehren der verstorbenen Schützenbrüder in der Friedenskirche (Selm)
- anschließend Kranzniederlegung am Friedhof
- 10:00 Uhr Vorbeimarsch am Feuerwehrhaus
- 10:30 Uhr Frühschoppen mit Beförderungen und Ehrungen im Festzelt
- 20:00 Uhr Großer Königsball zu Ehren des neuen Königs

## Die Wache
Die Wache ist neben dem Vorstand, dem Offizierskorps und den beiden Kompanien die vierte Gruppe innerhalb der Bruderschaft. Die Wache besteht aus den jüngeren Schützenbrüdern. 
Sie hat ein starkes Eigenleben und zelebriert das Schützenfest länger und ausdauernder als alle anderen. Im Unterschied zu allen anderen Schützen trägt die Wache ein Holzgewehr und tagsüber eine weiße Uniformhose. 
Neben oben genannten Programmpunkten kommt für die Wache noch der Übungsabend am Freitag vor dem Schützenfest hinzu. Im Anschluss daran gesellt sich die Wache zu Offizierskorps und Vorstand im Festzelt, deren Zeltabnahme gerade stattfindet. Nachdem am Montag für die meisten Schützen alles vorbei ist, fängt es für die Wache erst richtig an. Der Schützenfestdienstag steht im Zeichen des Wachschützenfestes. Nach einem ausgiebigen Frühstück bei einem Wachschützen marschiert die Wache zum neuen König und weiteren Schützenbrüdern. Im Anschluss daran zieht die Wache zur eigenen Vogelwiese, wo unter Teilnahme einiger Offiziere und des neuen Königs das Gipsvogelschießen beginnt. Meist nimmt die gesamte Wache daran teil. Nach Königsschuss wird der neue König mit Königin und Hofstaat proklamiert und ihm zu Ehren ein Fahnenschlag und ein Vorbeimarsch durchgeführt. Das Wachschützenfest endet meist spät am Abend. Am Mittwoch danach treffen sich einige Wachschützen dann zum Fischessen in einer Gaststätte als Abschluss der Tage. Hier zeigt sich die Ausdauer, die die Wachschützen für das Schützenfest haben müssen: Sie feiern sechs Tage am Stück!